# Saltsøkrebs
Saltsøkrebs, også kaldet saltsørejer (Artemia) er en primitiv type af vandkrebsdyr. De er på trods af navnet, tættere beslægtet med gællefødder, end med ægte rejer og resten af storkrebsene. De findes ikke i verdenshavene, men ellers overalt i saltvand, hvor de typisk optræder som en del af zooplankton. Artemia har en særlig kendt art Artemia salina, som bliver anvendt til foder til fiskeyngel pga. det store næringsindhold.
Artemia blev opdaget i Lymington, England i 1755.
Saltsøkrebs kan være metabolisk inaktive som embryoer og kan være i denne tilstand i adskillige år i tør oxygen-fri betingelser. Når de lægges i vand, brister den cystelignende embryo i løbet af få timer og vokser op til en gennemsnitlig størrelse på 1 cm. Saltsøkrebs kan leve i op til et år.
Saltsøkrebsenes nauplier eller larver er mindre end 0,5 mm ved klækning. De spiser mikroalger, men de spiser også gær, mel, soyapulver og æggeblomme.